# Кислово (Угранский район)
Кислово — деревня в Угранском районе Смоленской области России. Входит в состав Полдневского сельского поселения.
Население — 0 жителей (2007 год).
Расположена в юго-восточной части области в 16 км к западу от Угры, в 12 км северо-западнее автодороги Знаменка-Спас-Деменск, на берегу реки Гордота. В 16 км восточнее от деревни находится железнодорожная станция Угра на линии Торжок-Брянск.

## История
В годы Великой Отечественной войны деревня была оккупирована гитлеровскими войсками в октябре 1941 года, освобождена в марте 1943 года. У деревни Кислово находился военный аэродром, получивший название по соседнему населённому пункту Большое Бурмакино. В 1943 году на аэродроме Большое Бурмакино дислоцировался 484-й истребительный авиационный полк (448 иап) 1-й воздушной армии (1 ВА). Прикрытие района обеспечивал 1552-й аэродромный полк противовоздушной обороны (1552 аэр. полк ПВО).